# Tropiocolotes bisharicus
Tropiocolotes bisharicus är en ödleart som beskrevs av  Baha El Din 200. Tropiocolotes bisharicus ingår i släktet Tropiocolotes och familjen geckoödlor. Inga underarter finns listade i Catalogue of Life.